# Oncocnemis idioglypha
Oncocnemis idioglypha är en fjärilsart som beskrevs av Brandt 1938. Oncocnemis idioglypha ingår i släktet Oncocnemis och familjen nattflyn. Inga underarter finns listade i Catalogue of Life.